# Syrakus
Die Stadt Syrakus (italienisch Siracusa, sizilianisch Saraùsa; altgriechisch Συράκουσαι Syrákusai (f. pl.); lateinisch Syracūsae) liegt an der Ostküste der italienischen Region Sizilien und ist Hauptstadt des Freien Gemeindekonsortiums Syrakus. In der Antike war Syrakus über mehrere Jahrhunderte die größte und mächtigste Polis Siziliens und dessen kulturelles Zentrum. Marcus Tullius Cicero beschrieb sie in seinen Reden gegen Verres als „die größte und schönste aller griechischen Städte“.
2005 nahm die UNESCO Syrakus zusammen mit der Nekropole von Pantalica unter der Bezeichnung Syrakus und die Felsnekropolis von Pantalica in das Weltkulturerbe auf.

## Geographie

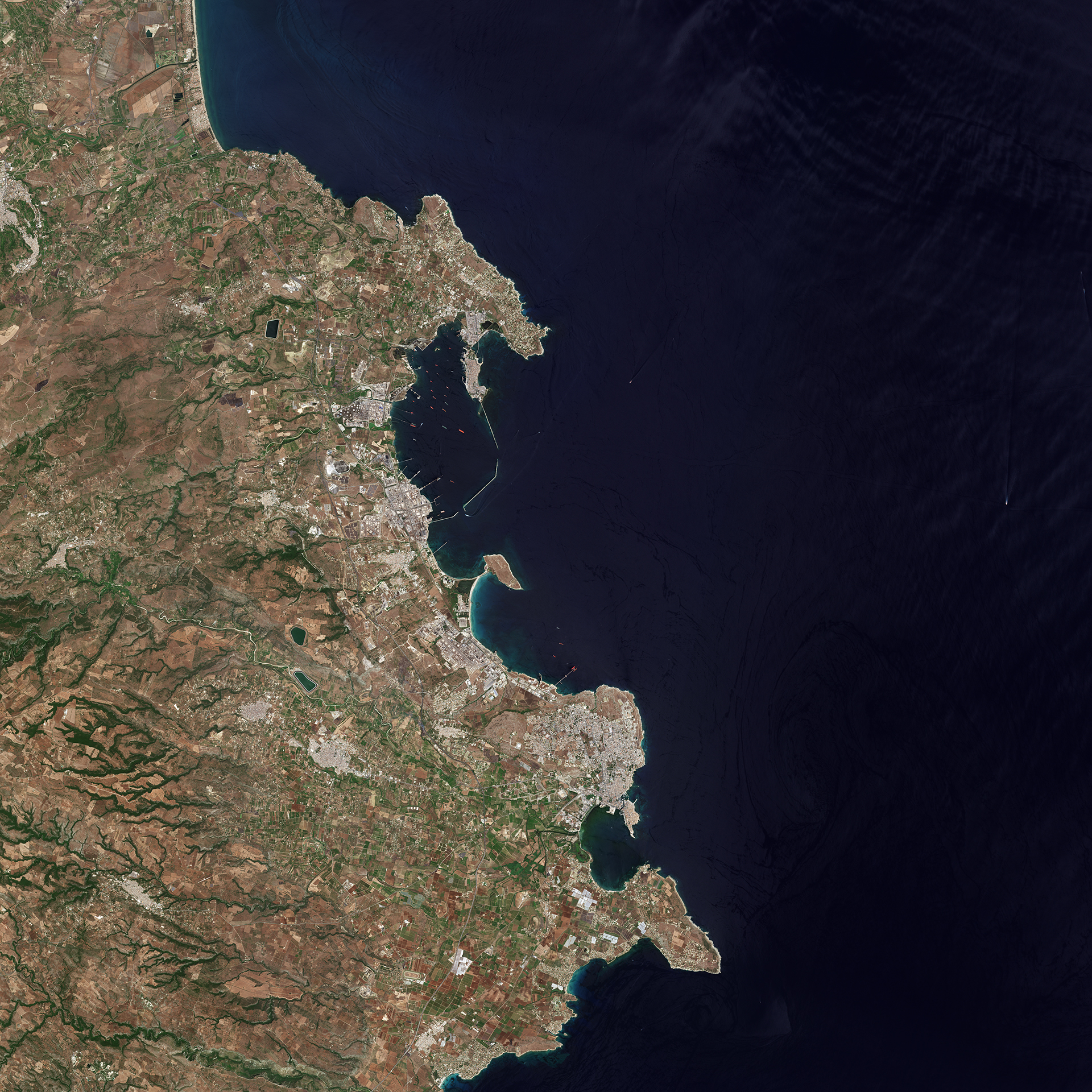
Satellitenbild von Syrakus und Augusta

Syrakus liegt an der südöstlichen Küste der Insel Sizilien im Mündungsgebiet der Flüsse Anapo und Ciane. Die Stadt zählt 116.247 Einwohner (Stand 31. Dezember 2023).
Der Kern der Altstadt befindet sich auf der 40 ha großen Insel Ortygia. Diese liegt zwischen zwei Naturhäfen und ist nur durch eine enge Durchfahrt vom Festland getrennt. Auf ihr befindet sich eine ergiebige Süßwasserquelle.
Vom Festland und der Neustadt aus ist Ortygia über die Brücken Ponte Nuovo und Ponte Santa Lucia zu erreichen. Richtung Norden liegt der Porto piccolo (kleiner Hafen), Richtung Süden der Porto grande (großer Hafen). Hier fand 413 v. Chr. die für Syrakus erfolgreiche Seeschlacht gegen Athen statt. Heute dient der Hafen als Anlegeplatz für große Mittelmeerfähren und Frachtschiffe.
Die Ortsteile (Fraktionen) von Syrakus sind Arenella, Belvedere, Cassibile, Fontane Bianche, Isola, Santa Teresa Longarini Scalo und Targia.
Die Nachbargemeinden sind Avola, Canicattini Bagni, Floridia, Melilli, Noto, Palazzolo Acreide, Priolo Gargallo und Solarino.

### Klima
|                       | Jan  | Feb  | Mär  | Apr  | Mai  | Jun  | Jul  | Aug  | Sep  | Okt  | Nov  | Dez  |   |      |
| Mittl. Tagesmax. (°C) | 14,8 | 15,3 | 17,1 | 19,7 | 23,7 | 28,2 | 31,3 | 31,2 | 28,1 | 24,0 | 19,6 | 16,3 | ⌀ | 22,5 |
| Mittl. Tagesmin. (°C) | 7,3  | 7,5  | 8,7  | 10,7 | 13,9 | 17,8 | 20,7 | 21,2 | 19,2 | 16,0 | 12,1 | 9,0  | ⌀ | 13,7 |
|                       |      |      |      |      |      |      |      |      |      |      |      |      |   |      |
| Niederschlag (mm)     | 75   | 52   | 44   | 30   | 16   | 5    | 3    | 7    | 44   | 78   | 94   | 78   | Σ | 526  |
|                       |      |      |      |      |      |      |      |      |      |      |      |      |   |      |
| Sonnenstunden (h/d)   | 4    | 5    | 6    | 7    | 8    | 10   | 10   | 9    | 8    | 6    | 6    | 4    | ⌀ | 6,9  |
|                       |      |      |      |      |      |      |      |      |      |      |      |      |   |      |
| Regentage (d)         | 9    | 7    | 6    | 4    | 3    | 1    | 1    | 1    | 4    | 7    | 8    | 9    | Σ | 60   |
|                       |      |      |      |      |      |      |      |      |      |      |      |      |   |      |
| Wassertemperatur (°C) | 15,1 | 14,5 | 14,8 | 15,9 | 18,8 | 22,9 | 25,8 | 26,3 | 25,4 | 22,6 | 20,1 | 17,0 | ⌀ | 20   |

| 7,3 |

| 7,5 |

| 8,7 |

| 10,7 |

| 13,9 |

| 17,8 |

| 20,7 |

| 21,2 |

| 19,2 |

| 16,0 |

| 12,1 |

| 9,0 |

| 7,3 |

| 7,5 |

| 8,7 |

| 10,7 |

| 13,9 |

| 17,8 |

| 20,7 |

| 21,2 |

| 19,2 |

| 16,0 |

| 12,1 |

| 9,0 |

| N i e d e r s c h l a g | 75  | 52  | 44  | 30  | 16  | 5   | 3   | 7   | 44  | 78  | 94  | 78  |
|                         | Jan | Feb | Mär | Apr | Mai | Jun | Jul | Aug | Sep | Okt | Nov | Dez |

Am 11. August 2021 wurde in Syrakus mit 48,8 °C ein neuer Hitzerekord für Kontinentaleuropa verzeichnet.

## Geschichte

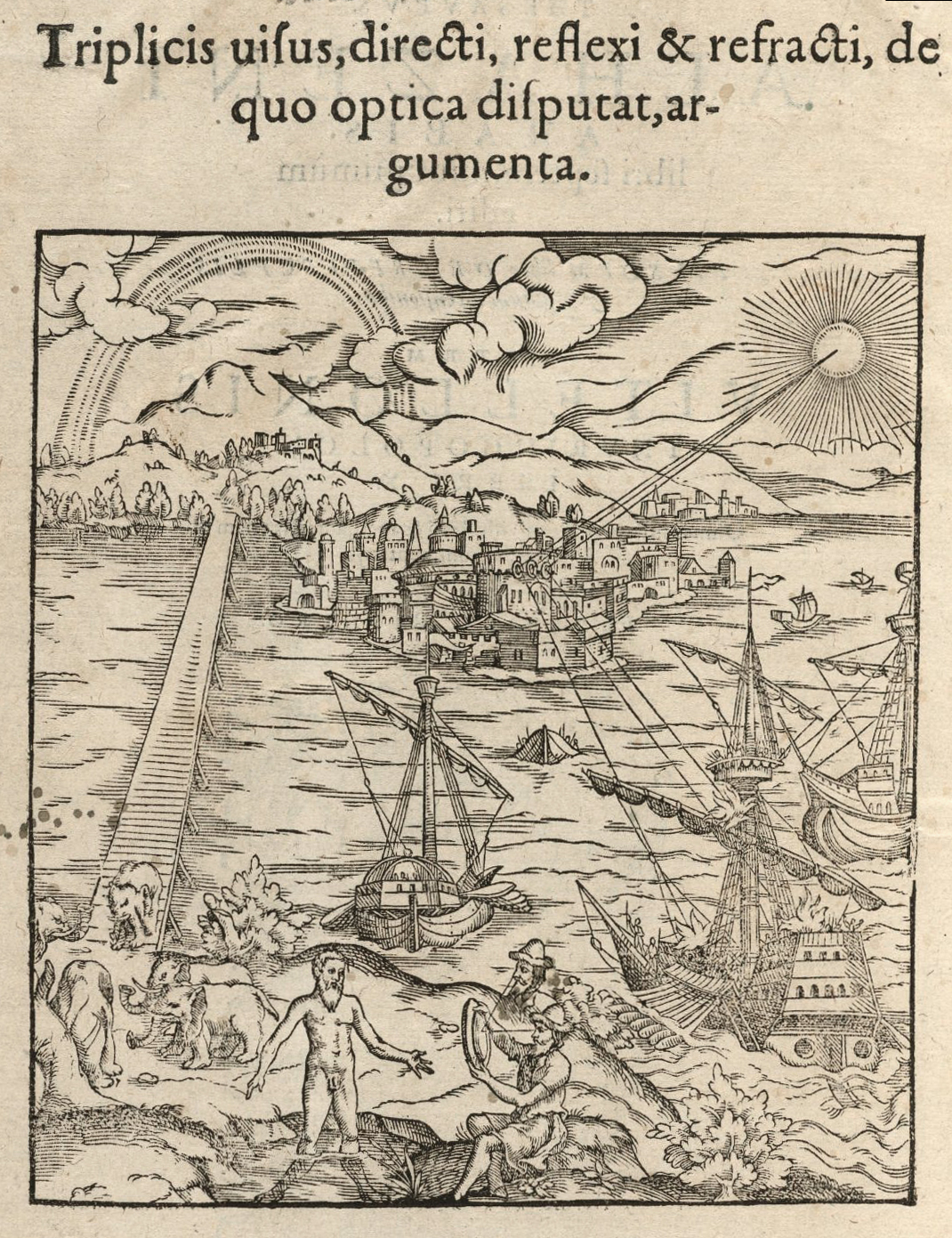
Kupferstich auf dem Titelblatt der lateinischen Ausgabe des Thesaurus opticus, eines Werks des arabischen Gelehrten Alhazen. Die Darstellung zeigt, wie Archimedes römische Schiffe mit Hilfe von Parabolspiegeln in Brand gesetzt haben soll.

Die Gegend von Syrakus war vor der griechischen Kolonisation lange von Sikelern besiedelt und wurde wegen der nahegelegenen Sumpfgebiete an den Ufern des Ciane und des Anapo „Syrakka“ (Sumpf) genannt.
Um 730 v. Chr. gründeten griechische Siedler aus Korinth auf der Insel Ortygia die Stadt Syrákusai (altgriechisch Συράκουσαι), die sich rasch auf das Festland ausdehnte und zur größten und mächtigsten Stadt des antiken Siziliens entwickelte.
Unter der Herrschaft von Tyrannen gelang es mehrere Jahrhunderte, sich den Angriffen fremder Eroberer zu widersetzen und die eigene Vormachtstellung auszubauen. Die wichtigsten Rivalen um die Macht auf der Insel waren dabei lange Zeit die Punier. Die Stadt hatte in der Antike bis zu 200.000 Einwohner, deutlich mehr als heute. Auch wissenschaftlich und kulturell spielte Syrakus eine bedeutende Rolle. Dichter wie Aischylos, Pindar, Bakchylides und Simonides versammelten sich am Hof der Stadt, deren Tyrannen seit Agathokles den Königstitel führten. Platon lehrte hier Philosophie, und Archimedes entwickelte Kriegsmaschinen zur Verteidigung der Stadt.
Im ersten Punischen Krieg schloss Syrakus 263 v. Chr. Frieden mit den Römern und blieb dadurch zunächst von der Eroberung verschont. Im zweiten Punischen Krieg gelang es den Römern 212 v. Chr., Syrakus, das sich inzwischen mit den Puniern verbündet hatte, nach längerer Belagerung einzunehmen. Bei der nachfolgenden Plünderung kam auch Archimedes ums Leben. Die Stadt wurde nun Provinzhauptstadt der ersten römischen Provinz und verlor langsam ihren griechischen Charakter. 439 n. Chr. eroberten die Vandalen die Stadt. Nachdem Syrakus seit 493 unter der Herrschaft der Ostgoten gestanden hatte, fiel es ab 535 für über drei Jahrhunderte an das Oströmische Reich. Unter Kaiser Konstanz II. war Syrakus an Stelle Konstantinopels von 663 bis 668 sogar dessen Regierungssitz.
Als im 9. Jahrhundert die Araber Sizilien eroberten und 831 Palermo zur neuen Hauptstadt ausbauten, verlor Syrakus nach und nach seine einstige Vormachtstellung. 878 wurde es von arabischen Truppen eingenommen und blieb bis ins 11. Jahrhundert ein Zentrum der arabischen Herrschaft in Italien.
1038 geriet Syrakus unter die Herrschaft des byzantinischen Generals Georg Maniakes, ab 1086 unter die Herrschaft der Normannen, ab 1221 unter die Herrschaft von Kaiser Friedrich II. aus dem Haus der Staufer. In den folgenden Jahrhunderten bestimmten Anjou, Aragon, Savoyen, die Habsburger und die spanischen Bourbonen die Geschichte der Stadt.
1693 zog ein verheerendes Erdbeben im Val di Noto auch Syrakus in Mitleidenschaft. Viele der zerstörten Bauwerke wurden im Stil des Barocks wieder aufgebaut. Nach der Vereinigung mit Italien im Jahr 1861 wurde Syrakus 1865 zur regionalen Hauptstadt erklärt. Heute ist Syrakus Siziliens viertgrößte Stadt und wichtiger Industriestandort, Umschlagplatz für landwirtschaftliche Produkte und bedeutendes Touristenzentrum.

## Altstadt
Die Altstadt auf der Insel Ortygia drohte nach dem Zweiten Weltkrieg zu verfallen. Viele Bewohner zogen in die modernen Wohnviertel auf dem Festland um. Durch umfangreiche Sanierungs- und Restaurierungsarbeiten von 1990 an wurde die Altstadt wieder aufgewertet und belebt. Auf Ortygia befindet sich auch ein Großteil der historischen Bauten und Sehenswürdigkeiten.

### Fonte Aretusa

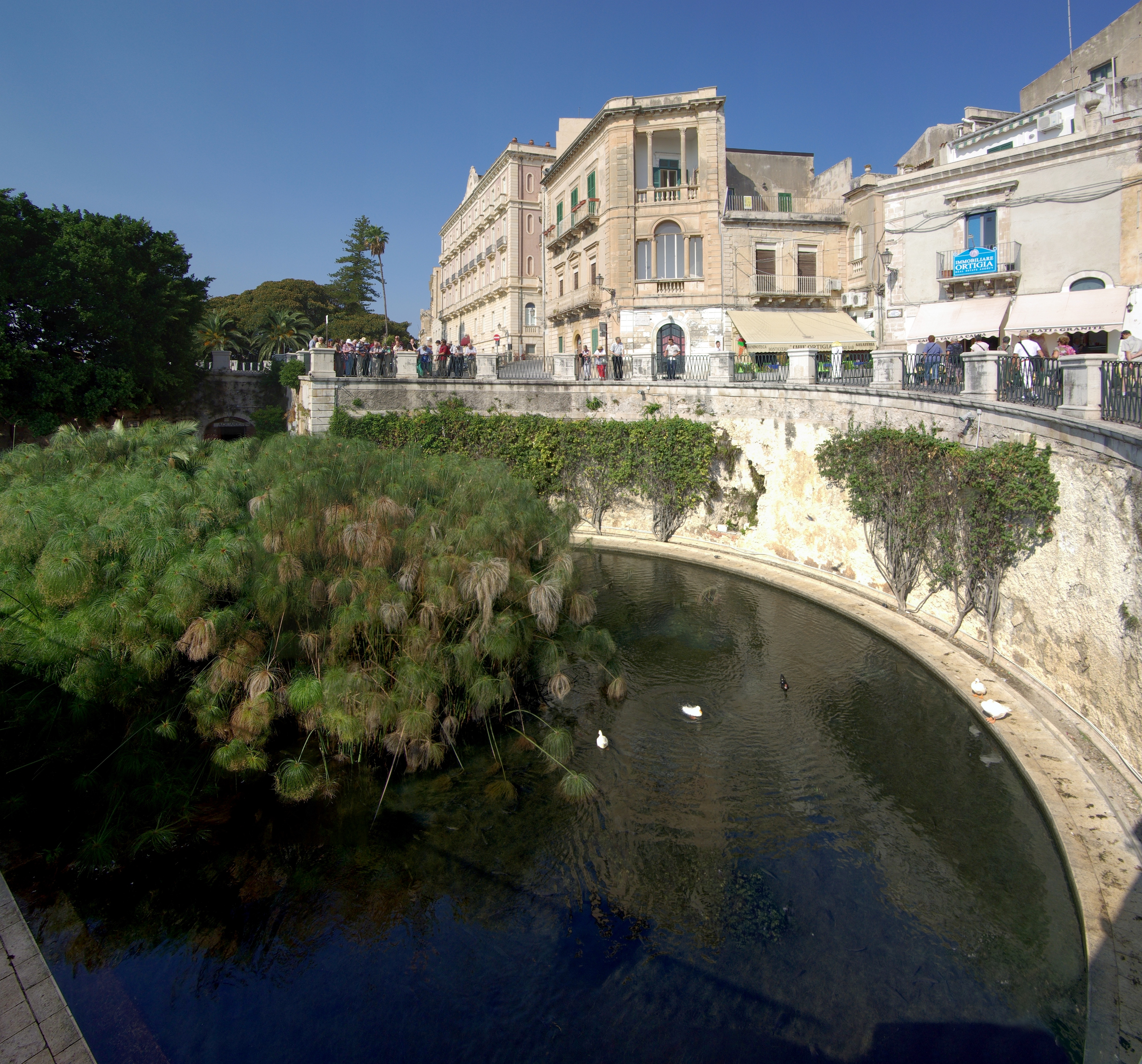
Fonte Aretusa

Die Süßwasserquelle bzw. der Brunnen Fonte Aretusa liegt nur wenige Meter vom Meer entfernt. Das Wasserbecken ist mit Steinen eingefasst und von Papyrusstauden umrahmt. Nördlich des Brunnens befindet sich die Strandpromenade Foro Vittorio Emanuele II.
Der Sage nach verwandelte sich die griechische Nymphe Arethusa mit Hilfe der Göttin Artemis in eine Quelle, um sich den Nachstellungen eines Jägers zu entziehen, und entsprang auf Ortigia. Der Jäger Alpheios verwandelte sich daraufhin in einen Fluss und erreichte, ohne sich mit dem Meer zu vermischen, die Insel Ortigia, um sich mit Arethusa zu vereinen.
In der Antike genoss die Nymphe große Verehrung, denn die Quelle ermöglichte die Stadtgründung und den Widerstand gegen feindliche Belagerungen. Als Wahrzeichen der Stadt schmückte Arethusas Kopf die Münzen von Syrakus, die einige Jahrhunderte lang zu den wichtigsten Währungen der griechischen Welt zählten.
Das Wasser fließt tatsächlich untermeerisch unter der Hafenbucht hindurch.

### Palazzi und Museen

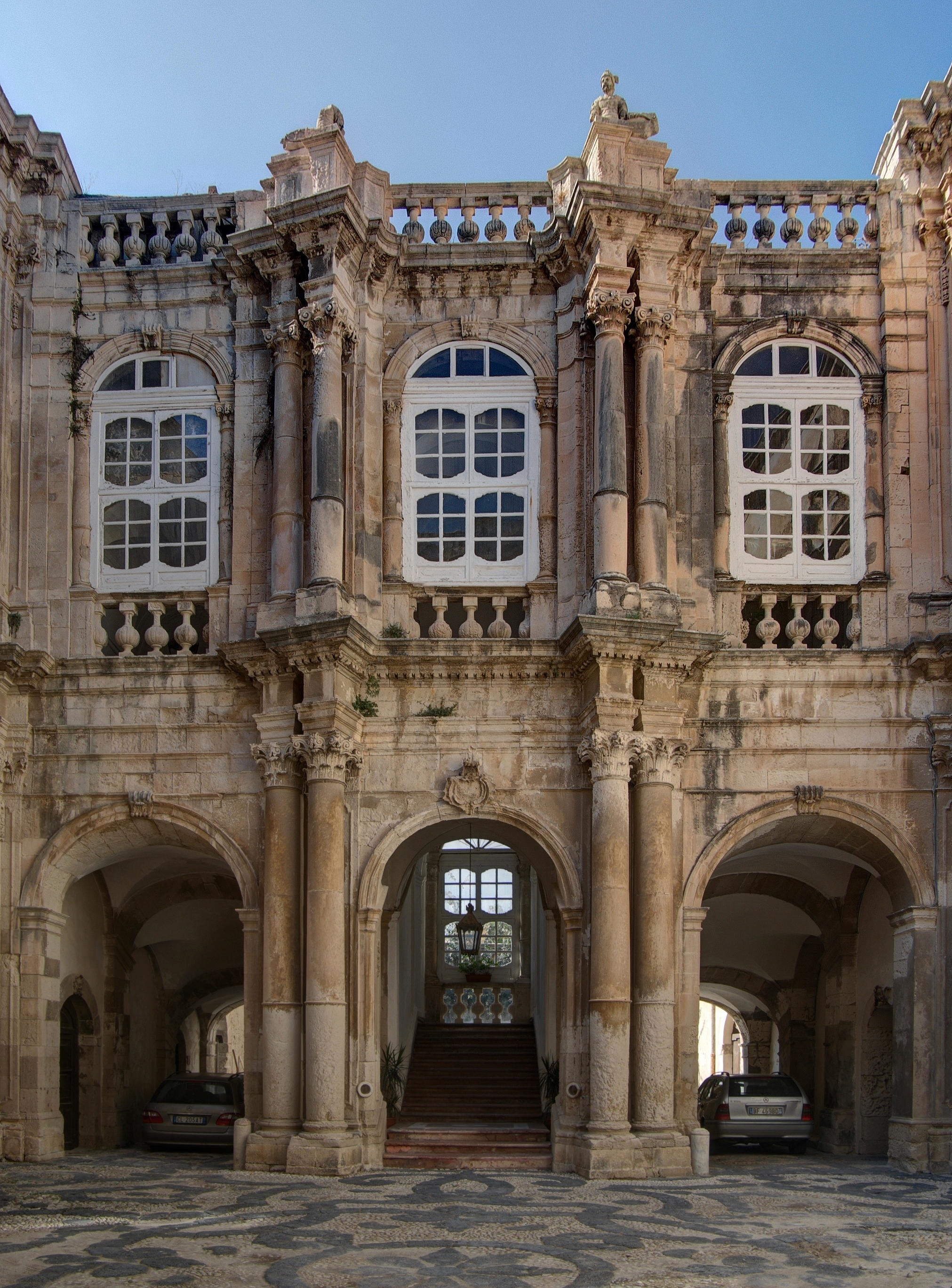
Innenhof des Palazzo Beneventano del Bosco

Die Piazza Archimedes ist der Mittelpunkt der Altstadt. Der Platz ist umgeben von alten Palästen aus dem 14. bis 16. Jahrhundert. Dazu zählen im Westen der Uhrenpalast, heute Sitz der Banca di Sicilia, nordöstlich des Platzes der Palazzo Montalto und der Palazzo Lanza. Der Artemisbrunnen in der Mitte des Platzes stellt dar, wie sich Arethusa mit Hilfe der Göttin Artemis in eine Quelle verwandelt.
Zu einem ehemaligen Benediktinerkloster aus dem 13. Jahrhundert gehören der Palazzo Parisio und der Palazzo Bellomo. Dieser beherbergt das größte Museum der Altstadt, das Museo Regionale di Palazzo Bellomo. Zu den Exponaten zählten ein Gemälde von Caravaggio: „Die Grablege der Hl. Lucia“, der Schutzpatronin von Syrakus, das mittlerweile in der Basilika Santa Lucia al Sepolcro (Piazza Santa Lucia 1) gezeigt wird, und ein Gemälde von Antonello da Messina: „L'Annunciazione“ (Verkündigung).
Auf der Piazza Duomo stehen der Palazzo del Vermexio aus dem 17. Jahrhundert, in dem sich das Rathaus der Stadt befindet, und der Palazzo Beneventano del Bosco. Der ursprünglich mittelalterliche Bau ging 1778 in den Besitz der Familie Beneventano über und wurde von Luciano Ali im Stil des Barock umgebaut. Der Palazzo, noch heute im Familienbesitz, beherbergte auch Admiral Nelson und König Ferdinand IV. von Bourbon.
Im Erzbischöflichen Palast (Palazzo Arcivescovile) gegenüber dem Dom befindet sich die Alagoniana-Bibliothek, die griechische, lateinische und arabische Handschriften sowie eine umfangreiche Sammlung antiker Münzen aufbewahrt.

### Tempel und Kirchen

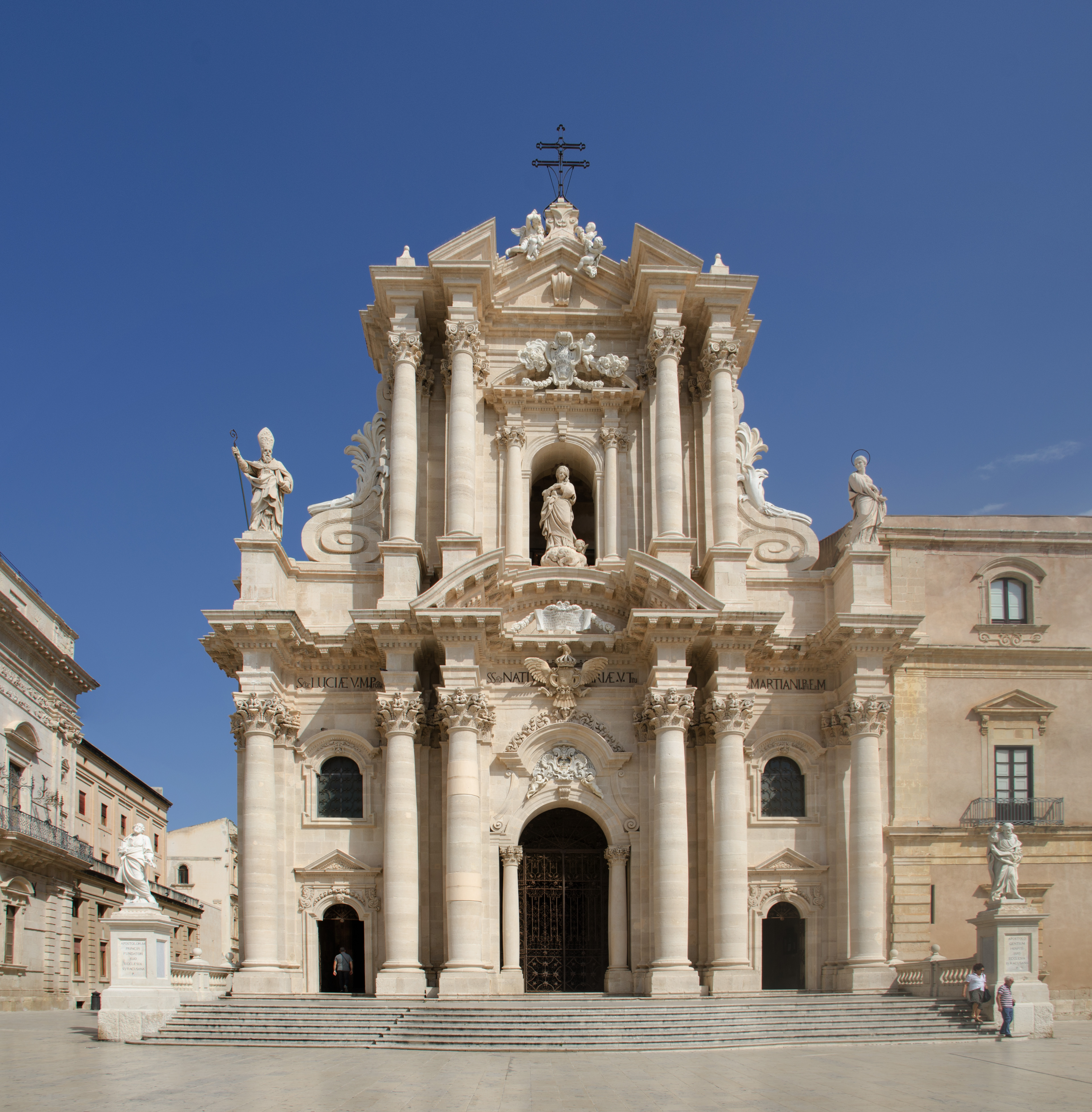
Der Dom von Syrakus

Der Apollontempel wurde im 6. Jahrhundert v. Chr. erbaut und ist der älteste größere griechische Tempel Siziliens, der bisher gefunden wurde. In byzantinischer Zeit diente der Tempel als Kirche, in arabischer Zeit als Moschee, dann wieder als christliche Kirche. Von 1930 bis 1940 wurden die Überreste ausgegraben. Erhalten sind das Fundament, Teile der Cellawand und Reste einiger dorischer Säulen.
Der Dom Santa Maria delle Colonne (Heilige Maria der Säulen) wurde im 7. Jahrhundert n. Chr. durch einen Umbau des Tempels der Athene errichtet. Dieser Tempel stammt aus dem 5. Jahrhundert v. Chr., seine Säulen sind heute an der Nordseite und im Innenraum zwischen den Schiffen zu sehen. Mitte des 18. Jahrhunderts wurde der Dom von Andrea Palma vergrößert und erhielt seine heutige Fassade im Stil des sizilianischen Barocks.
In einer der Seitenkapellen des Doms wird die Statue der Heiligen Lucia aufbewahrt. Anlässlich des Gedenktags der Schutzheiligen am 13. Dezember und jeweils am ersten Maisonntag wird die fast 4 m hohe Silberstatue aus dem 16. Jahrhundert auf feierlichen Prozessionen durch die Straßen der Stadt getragen.
Ebenfalls auf dem Domplatz steht die Barockkirche Santa Lucia alla Badia. Sie wurde zwischen 1695 und 1707 erbaut.

### Castello Maniace
Das Castello Maniace liegt an der Südspitze von Ortygia. Benannt ist es nach dem griechischen General Georg Maniakes, der die Stadt 1038 mit Hilfe normannischer Söldner für einige Jahre für das byzantinische Reich zurückerobern konnte. Auf älteren Grundmauern wurde im 13. Jahrhundert auf Anweisung des Stauferkaisers und Königs von Sizilien Friedrich II. das prachtvolle Kastell erbaut, dessen Reste noch heute die Ansicht des Hafens von Syrakus dominieren. Ursprünglich zwei- oder gar dreigeschossig, wurden die Obergeschosse während der Spanierherrschaft in Süditalien im 16. Jahrhundert abgerissen, um bei Angriffen mit Kanonen weniger Angriffsfläche zu bieten. Die ursprünglich steilere Proportionierung kommt damit den französischen Vorgängerbauten nahe (Donjons), wie sie unter dem König Philipp II. August in Paris (Vorgängerbau des Louvre) und anderswo errichtet wurden.

Sehenswürdigkeiten in der Altstadt
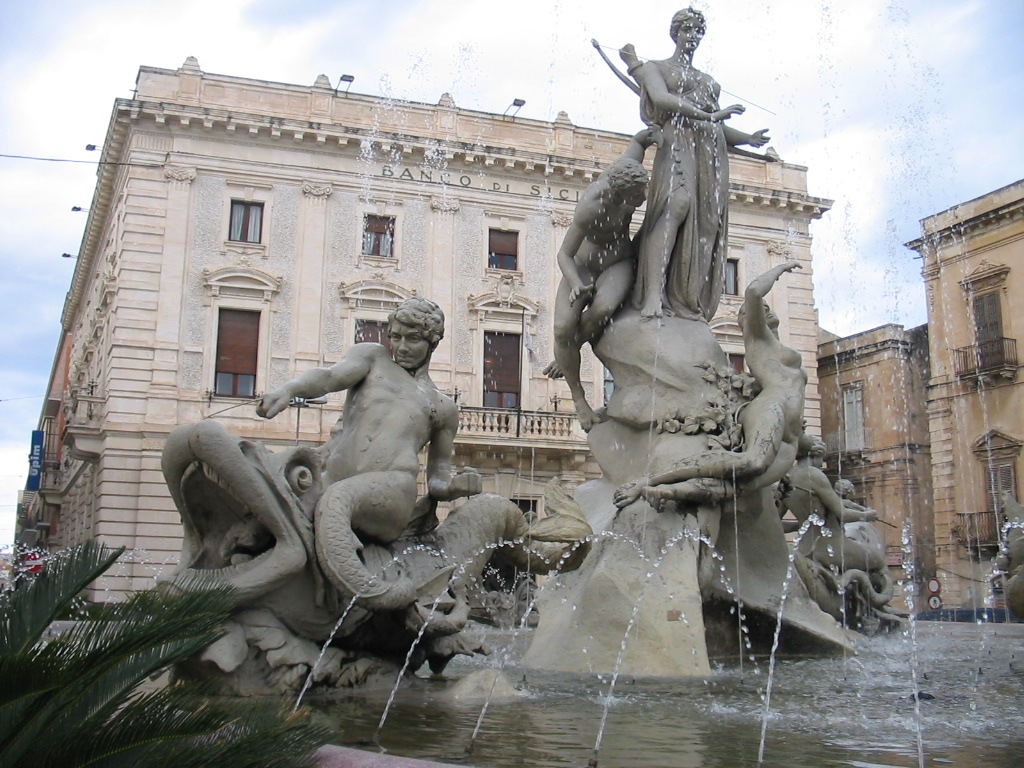
Piazza Archimedes
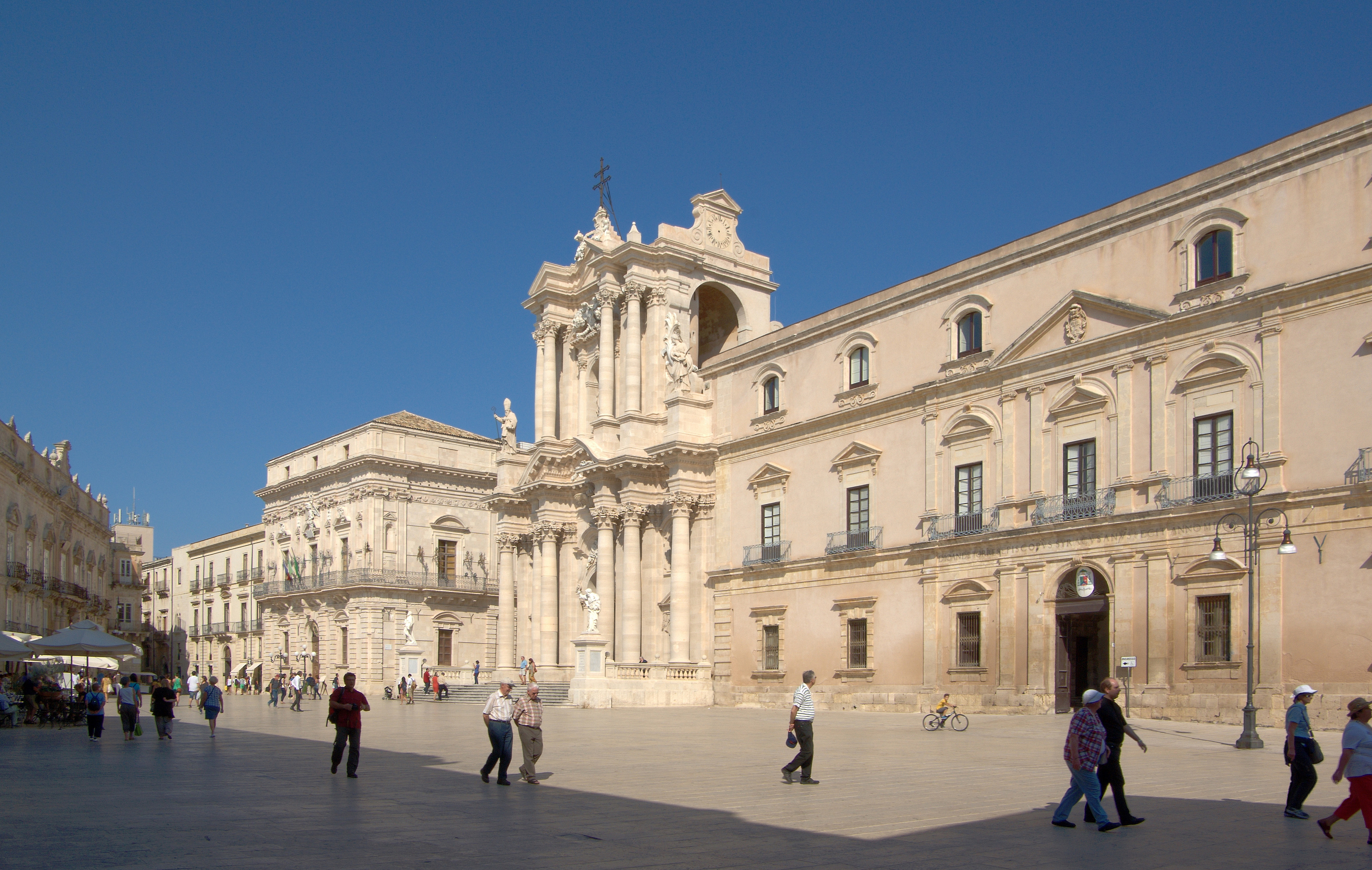
Piazza Duomo
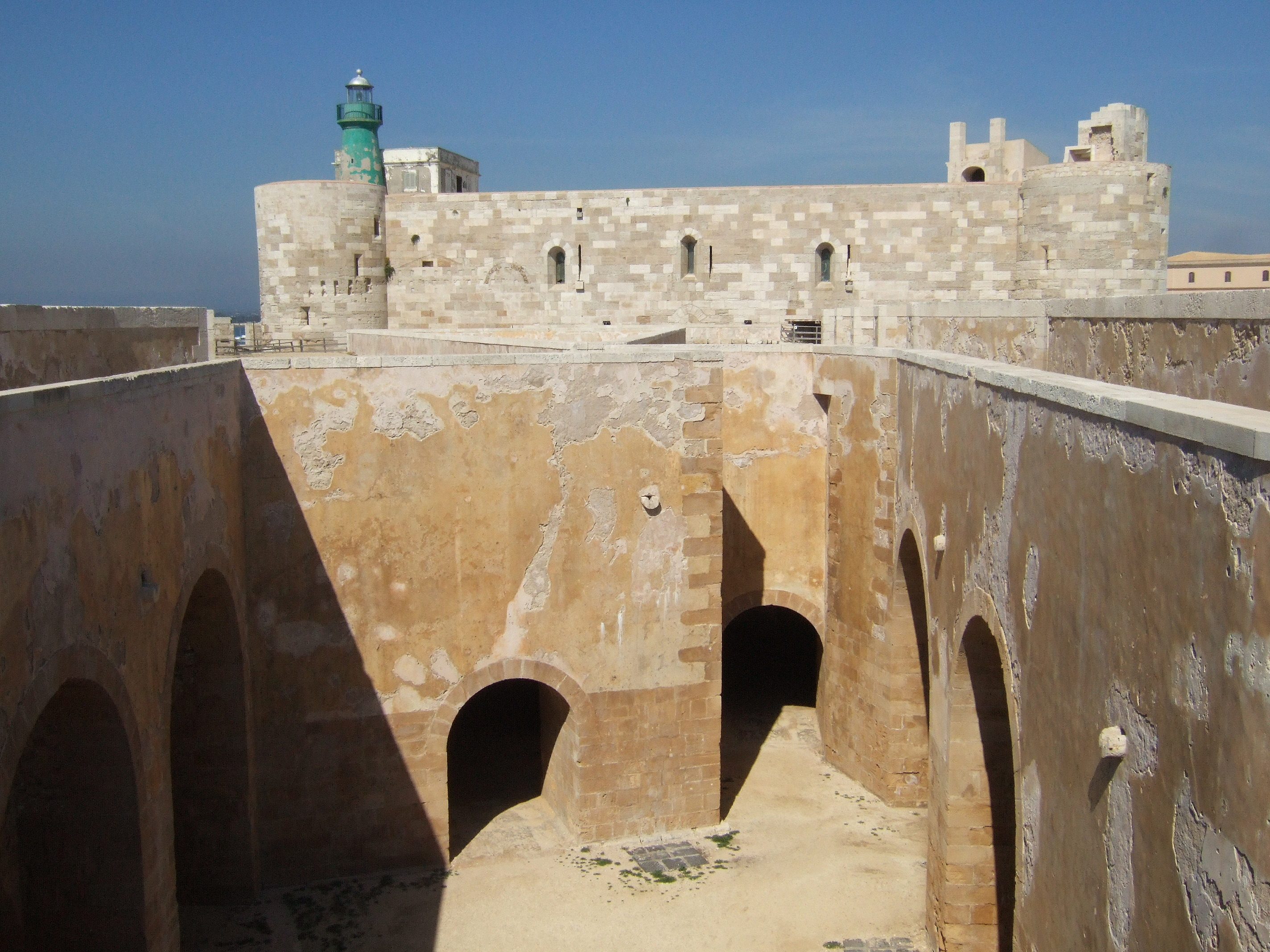
Castello Maniace
Caravaggio: „Die Grablege der Hl. Lucia“, der Schutzpatronin von Syrakus
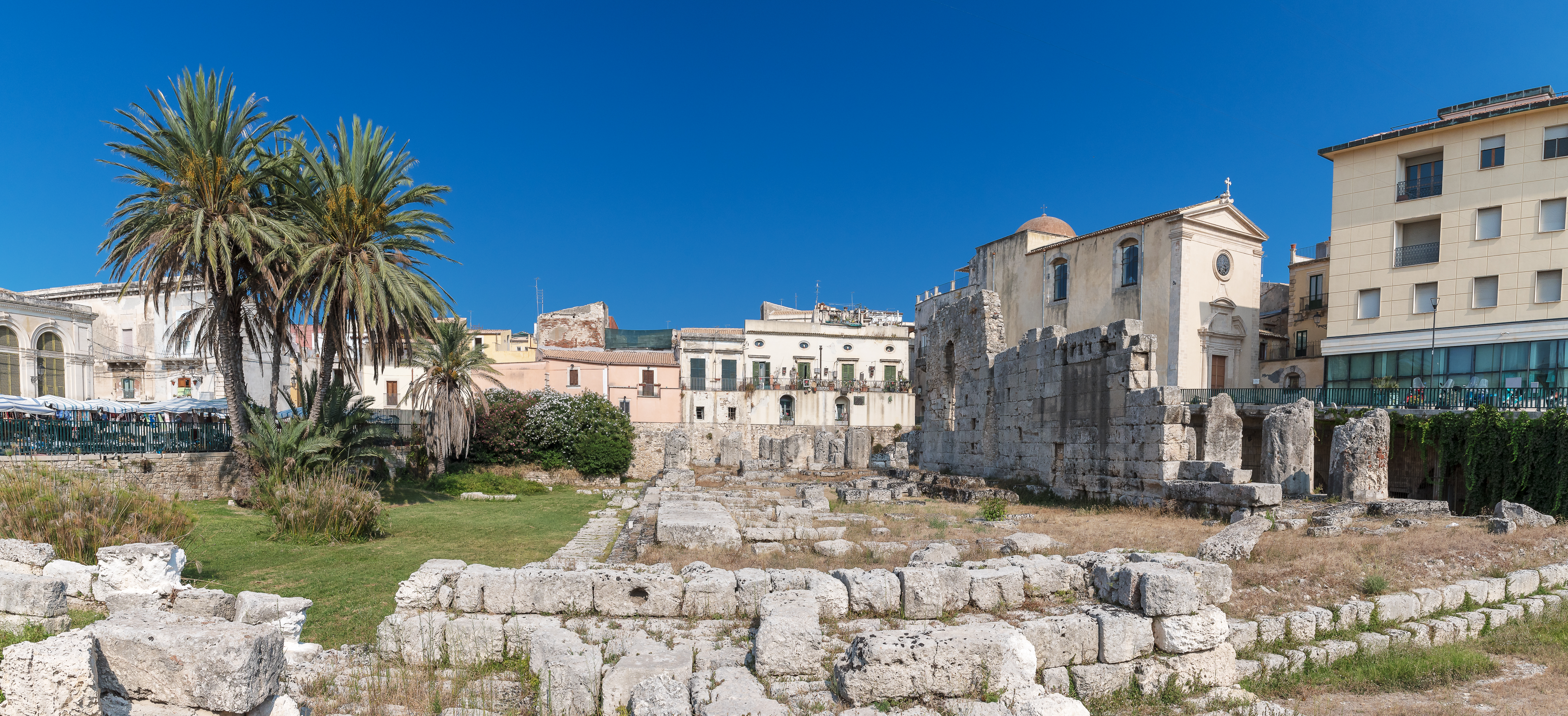
Apollontempel

## Neustadt
Im 5. Jahrhundert v. Chr. unter Gelon von Syrakus weitete sich die Stadt von Ortigia auf das Festland aus und hatte fünf große Stadtteile. Auf dem Gebiet des antiken Stadtteils Neapolis (Neustadt) entstand in den 1950er Jahren der Parco Archeologico della Neapolis.

### Parco Archeologico della Neapolis

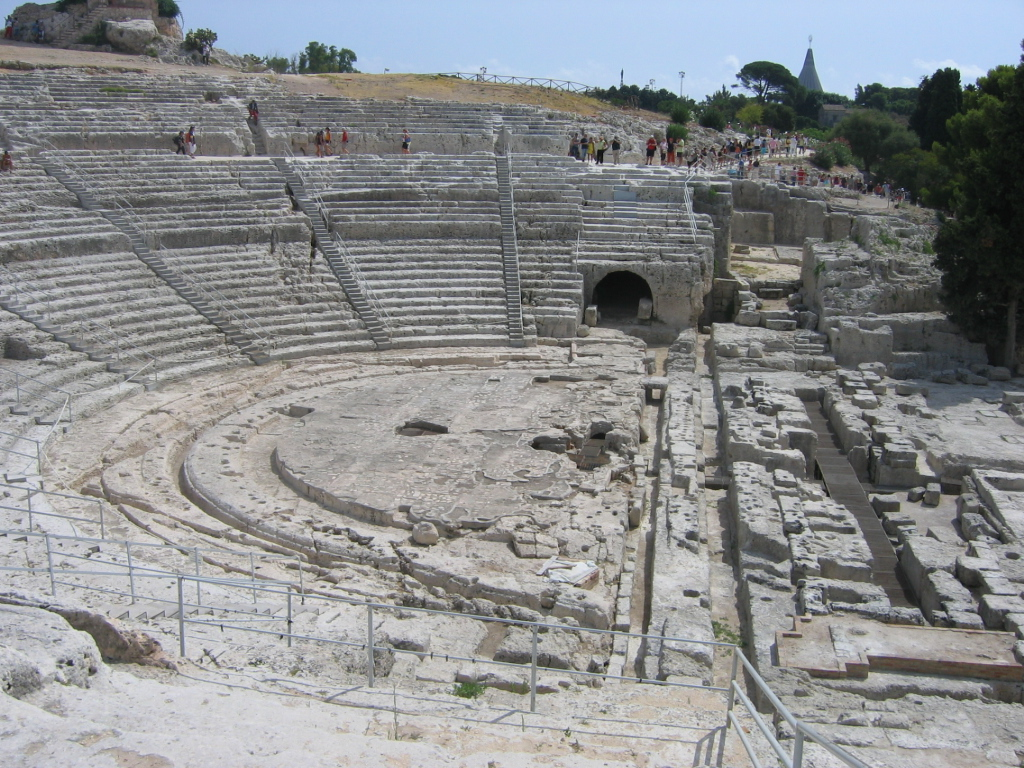
Griechisches Theater

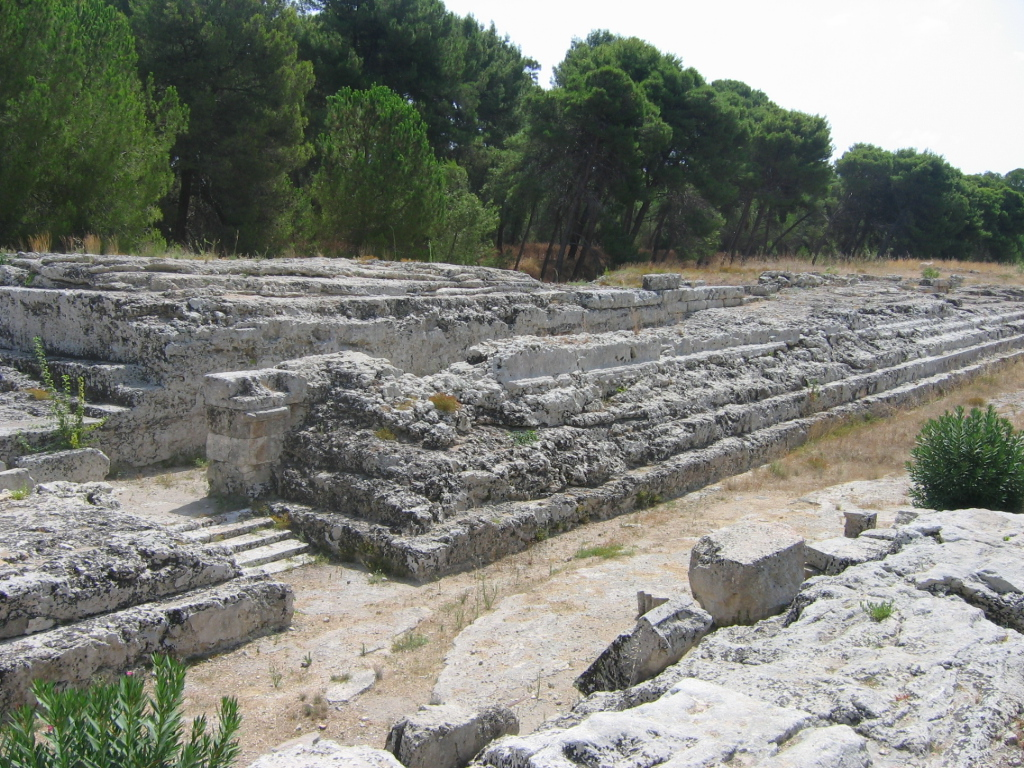
Altar Hierons II.

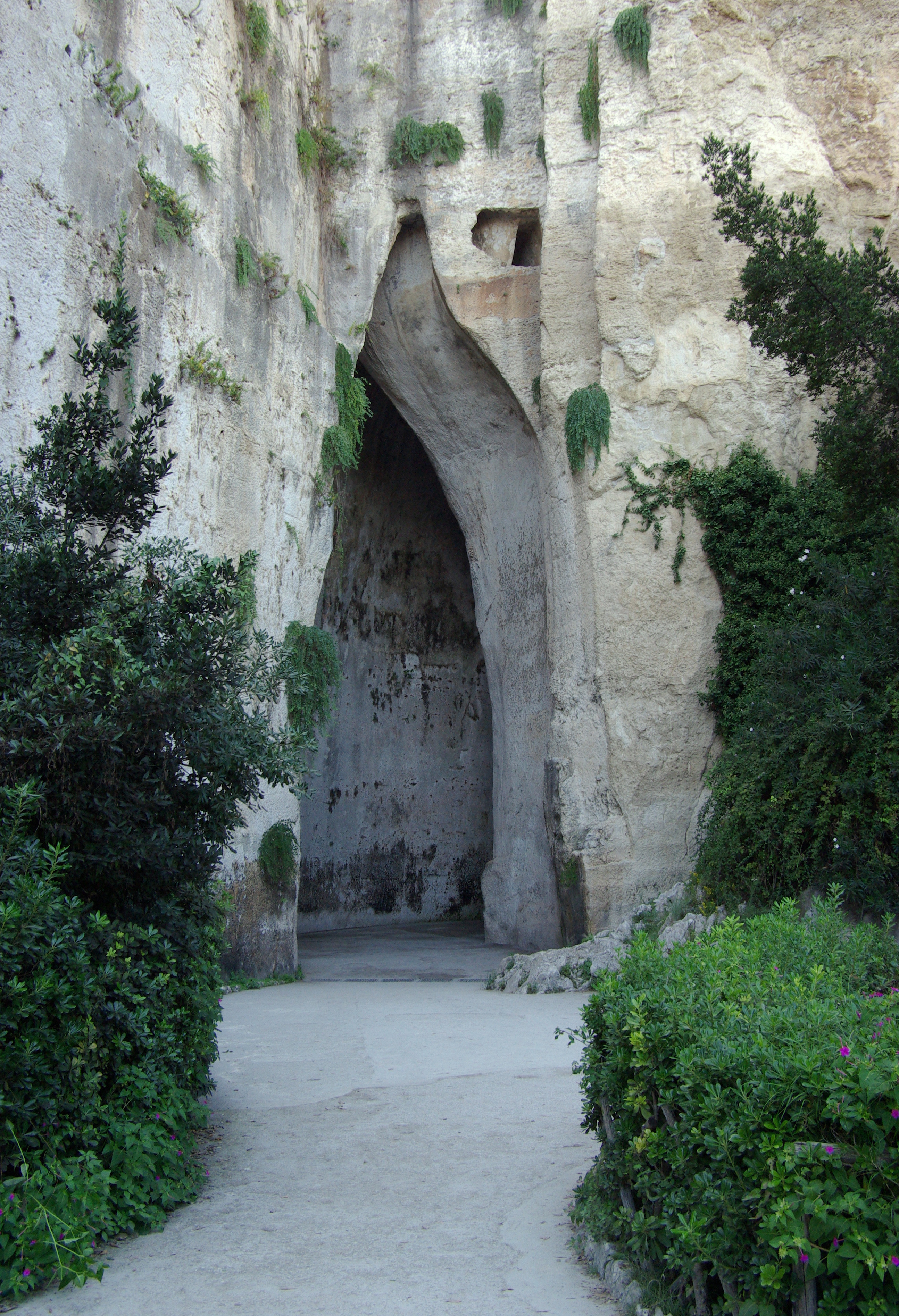
„Ohr des Dionysios“

Im Parco Archeologico della Neapolis befinden sich Bauwerke der antiken Stadt. So steht hier das Teatro Greco, das im 5. Jahrhundert v. Chr. erbaut und in römischer Zeit umgebaut und erweitert wurde. Mit einem Durchmesser von 138 m und Platz für 15.000 Zuschauer ist es eines der größten griechischen Theater. Von den 60 in den Fels geschlagenen Sitzreihen sind noch 42 erhalten. Heute finden dort im Sommer regelmäßig Theateraufführungen und Konzerte statt.
Westlich des Theaters liegt der Opferaltar Hierons II. Der Altar war 198 m lang, 22 m breit und über 10 m hoch. Über zwei Rampen wurden an den Festtagen bis zu 450 Opfertiere auf den Altar getrieben und getötet.
Das römische Amphitheater aus dem 3. Jahrhundert n. Chr. ist 140 m lang und 119 m breit. Der Bühnenraum ließ sich mit Wasser füllen, so dass hier auch Seeschlachten nachgestellt werden konnten.
In über zehn großen Steinbrüchen (Latomien) wurden Kalksteine zum Aufbau der antiken Stadt gewonnen. Zu den größten Steinbrüchen zählen Latomia dei Cappuccini und Latomia del Paradiso. Das „Ohr des Dionysios“ ist eine künstliche, in den Fels gehauene Höhle. Sie ist etwa 64 m lang, über 20 m hoch und bis zu 11 m breit. Ihre Akustik gilt als bemerkenswert.

### Museo Archeologico Regionale
Das Museo Archeologico Regionale Paolo Orsi im Park der Villa Landolina wurde nach dem Archäologen Paolo Orsi benannt, der es von 1895 bis 1934 leitete. Es ist eines der bedeutendsten archäologischen Museen Italiens und zeigt über 18.000 Exponate aus Syrakus und anderen Fundorten Ostsiziliens, die von der Vorgeschichte bis zur römischen Antike reichen.

### Kirchen
Die Kirche San Giovanni Evangelista (Johannes Evangelist) wurde in byzantinischer Zeit erbaut. Seit dem Erdbeben 1693 sind nur noch Teile des Gebäudes aus dem 14. Jahrhundert erhalten. Unter den Resten der Kirche liegt die Krypta San Marziano. Marcianus war ein Schüler des Apostels Petrus, gründete im Jahr 44 die erste christliche Gemeinde in Syrakus und wurde erster Bischof von Syrakus. In der Krypta befinden sich seine Grabstätte und ein Altar, an dem Apostel Paulus auf seinem Weg nach Rom predigte. Von der Krypta aus gelangt man zu den Katakomben von Syrakus, die zu den größten Katakomben nach denen von Rom gehören. Zudem werden Reste eines griechischen Tempels vermutet.
Die Santuario della Madonna delle Lacrime mit der Statue der weinenden Madonna ist die größte Wallfahrtskirche Siziliens. Sie wurde 1994 eingeweiht und bietet Platz für 11.000 Gläubige. Erbaut wurde die Kirche zu Ehren einer eher unscheinbaren Madonnenstatue aus Gips. Angesichts des Leids einer todkranken Frau floss im August 1953 einige Tage lang Flüssigkeit aus den Augen der Madonna und eine chemische Analyse ergab die Übereinstimmung mit menschlicher Tränenflüssigkeit. Nach der Genesung der Kranken und weiteren Heilungen wurde die weinende Madonna Ziel für Gläubige und Pilger aus aller Welt.

### Demeter- und Koreheiligtum
Südlich der Kirche Madonna delle Lacrime wurde ein antikes Wohngebiet gefunden, das vom 6. Jahrhundert v. Chr. bis in byzantinische Zeit bewohnt war. Auch ein Brunnen und die Reste eines Demeter- und Koreheiligtums wurden hier entdeckt. Im Felsboden befinden sich Einschnitte für die Fundamente eines Tempels mit den Maßen 10 m × 18 m. Der archäologische Bereich des Demeter- und Koreheiligtums an der Piazza della Vittoria ist nicht frei zugänglich.

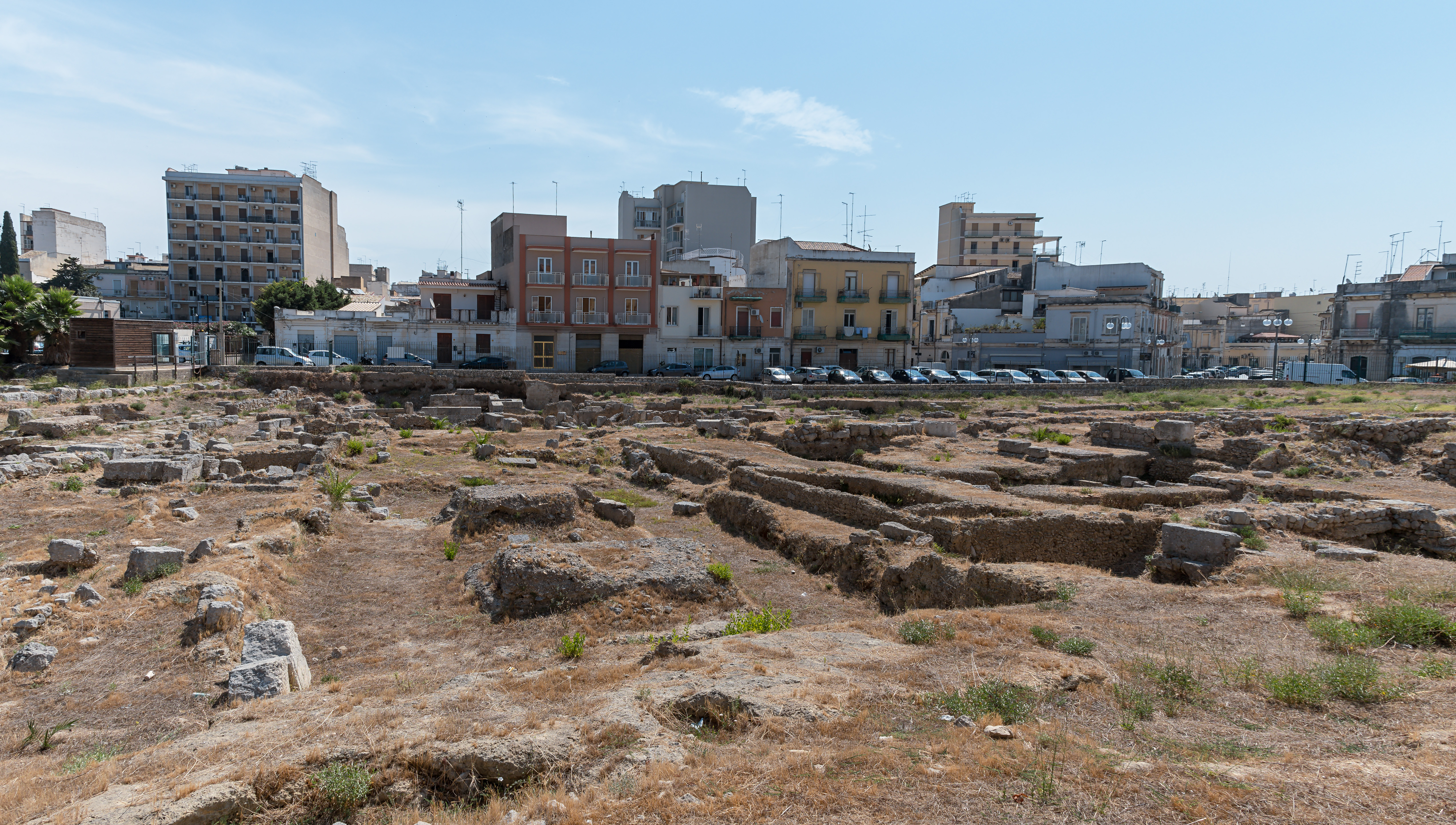
Blick nach Osten über das Demeter- und Koreheiligtum im archäologischen Areal der Piazza della Vittoria
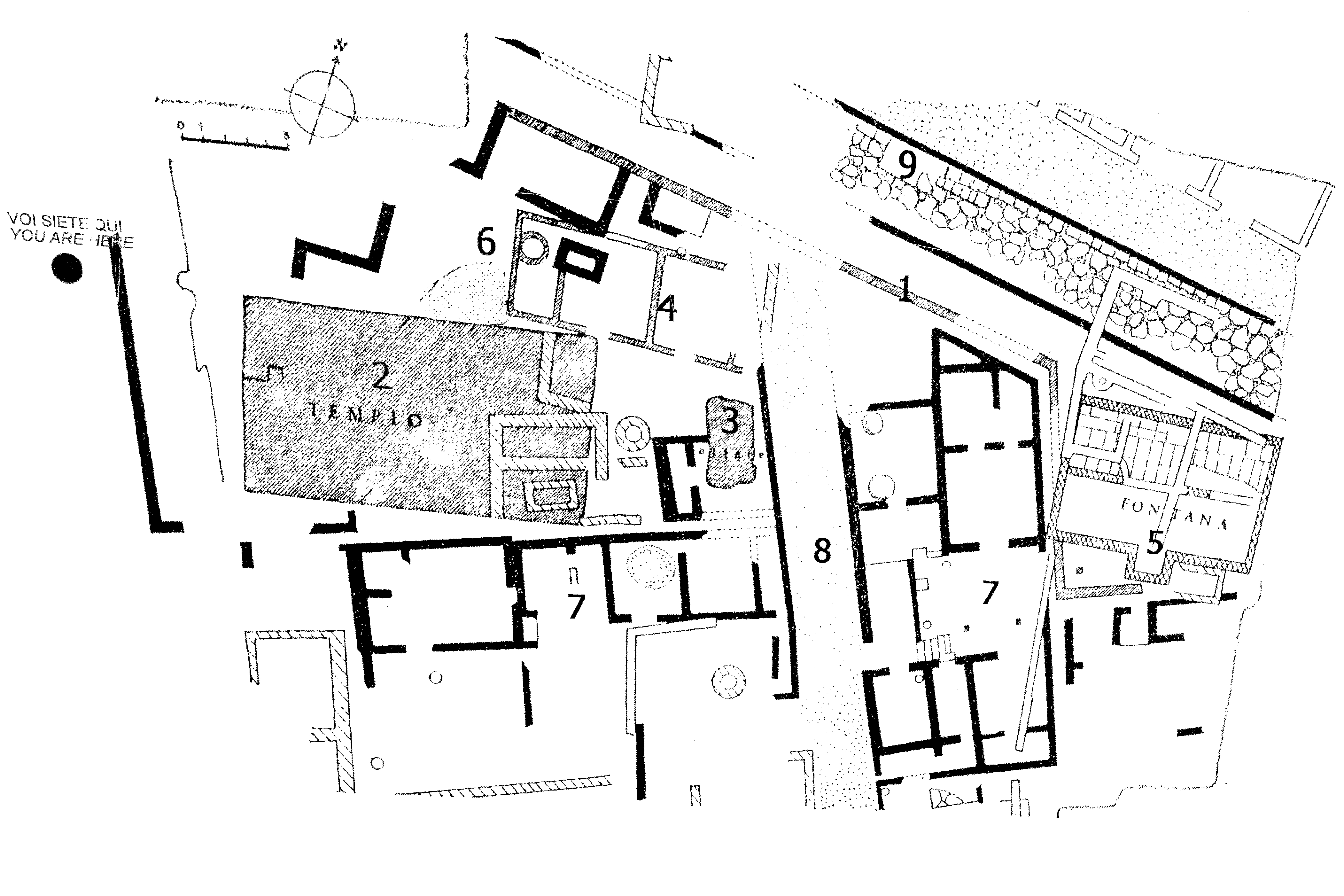
Übersichtsplan vom Demeter- und Koreheiligtum

### Castello Eurialo
Das Castello Eurialo befand sich auf dem höchsten Punkt der antiken Stadt. Heute liegt es etwa sieben Kilometer außerhalb von Syrakus. Die Festungsanlage wurde von Dionysios I. in der Zeit von 402 bis 397 v. Chr. als Eckpunkt der nördlichen und westlichen Stadtmauer errichtet. Bis zu 3000 Soldaten und 400 Reiter fanden innerhalb der Festung Platz, die durch Geheimgänge mit den verschiedenen Stadtteilen verbunden war. Hier sollen auch die Brennspiegel gestanden haben, mit denen Archimedes die Segel feindlicher Schiffe in Brand setzte. Erst durch einen Verrat konnte die Festung 212 v. Chr. von den Römern eingenommen werden. Das Kastell ist eine der stärksten Festungsanlagen aus griechischer Zeit und wurde mehrmals umgebaut. Die heutige Anlage entspricht dem Zustand nach den letzten byzantinischen Umbauten.

Sehenswürdigkeiten in der Neustadt
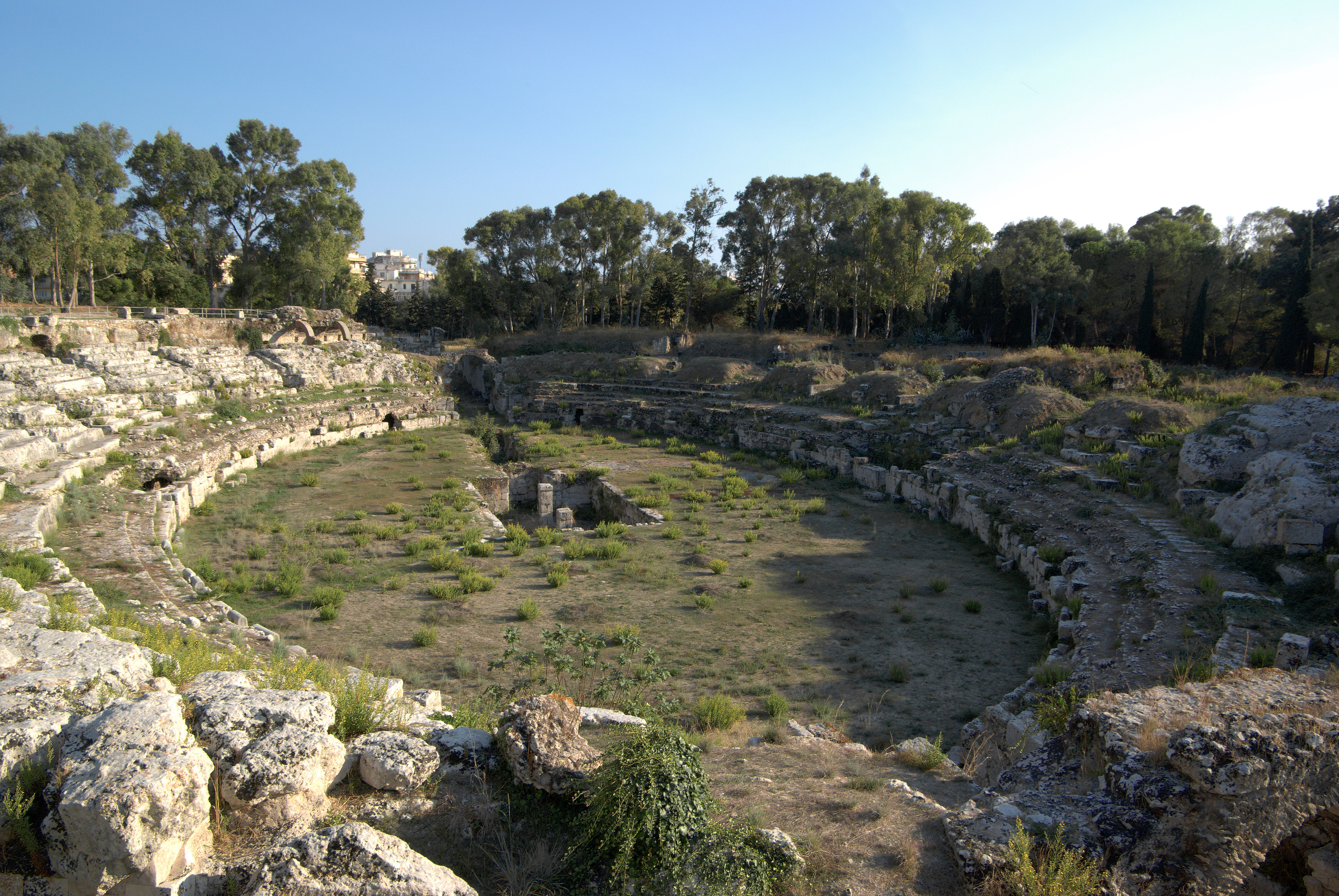
Römisches Amphitheater
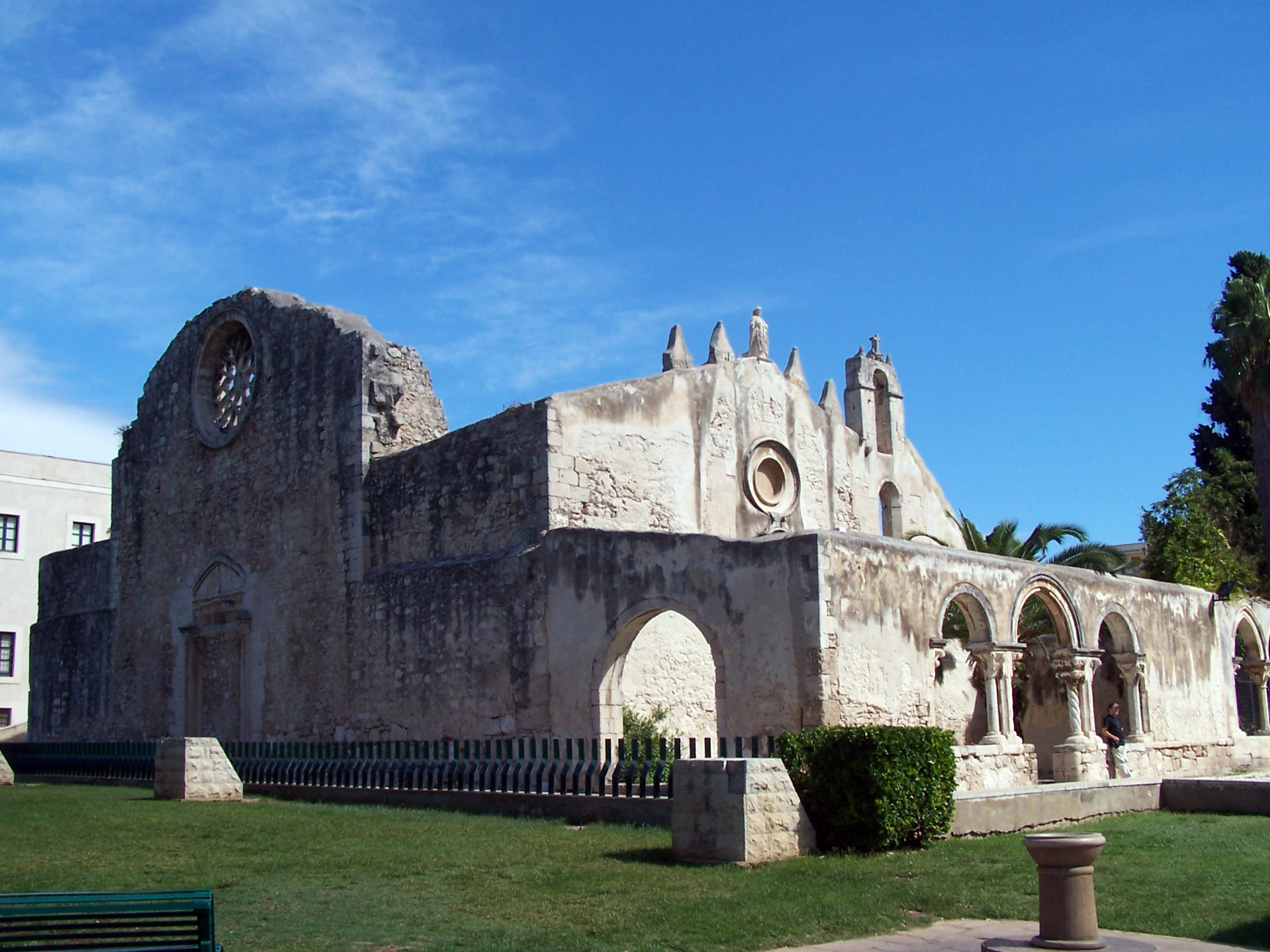
Chiesa di San Giovanni
Kirche Madonnina delle Lacrime

## Wirtschaft
Die Wirtschaft von Syrakus basiert hauptsächlich auf der Erdölverarbeitung. Im Gebiet des Kais Panagia wird das Öl zur Versorgung der Raffinerie ERG angelandet. Die Industrie nördlich von Syrakus hat mit dem Industriekomplex Augusta-Priolo zwar eine große Zahl von Arbeitsplätzen geschaffen, aber die Umwelt in dem betreffenden Gebiet auch stark verunreinigt.
Der Tourismus gilt als wichtiger Wirtschaftsfaktor.
Syrakus ist Endpunkt der Bahnstrecken Messina–Syrakus und Canicattì–Syrakus und bietet tägliche Schnellzugverbindungen nach Norditalien, wobei die Eisenbahnwagen in Messina auf ein Schiff verladen werden (Trajekt). Bis 1956 war Syrakus Ausgangspunkt der schmalspurigen Bahnstrecke Syrakus–Ragusa (ab 1949 noch bis Giarratana).

## Sonstiges
Die Arethusaquelle auf Ortygia und die Ufer der Flüsse Anapo und Ciane, die bei Syrakus ins Meer münden, gelten als die einzigen Stellen Europas, an denen noch wilde Papyrusstauden wachsen. Dort befinden sich die Gebiete des Riserva naturale orientata Fiume Ciane. Das Museo del Papiro im Park der Villa Landolina informiert über die Papyruspflanzen und die Herstellung von Papier.
Im Park der Villa Landolina befindet sich auch die Grabstätte des Dichters August Graf von Platen (1796–1835).
Am 6. Dezember 1801 brach der Schriftsteller Johann Gottfried Seume in Grimma zu einer Wanderung nach Syrakus auf, das er am 1. April 1802 erreichte. Nach seiner Rückkehr im August 1802 schrieb Seume darüber den Erlebnisbericht Spaziergang nach Syrakus im Jahre 1802.
Friedrich Schiller erwähnte in seiner Ballade Die Bürgschaft die Stadt Syrakus und einen ihrer Tyrannen: „Zu Dionys, dem Tyrannen, schlich Damon, den Dolch im Gewande: Ihn schlugen die Häscher in Bande, … Da schimmern in Abendrot Strahlen, von Ferne die Zinnen von Syrakus.“
Gioacchino Rossinis Oper Tancredi handelt von der Belagerung der Stadt durch eine byzantinische Streitmacht im Jahr 1005.
In den Vereinigten Staaten von Amerika gibt es sieben Städte, die nach Syrakus benannt wurden. Die größte und bekannteste ist Syracuse im Staat New York.
In den 1950er und 1960er Jahren fand auf der Rennstrecke Circuito di Siracusa in Syrakus mit dem Gran Premio di Siracusa ein Formel-1-Rennen ohne Weltmeisterschaftsstatus statt.
Syrakus hat ein großes Freiwasserschwimmstadion, das nach dem verstorbenen Wasserball-Olympiasieger  Piscina Paolo Caldarella benannt ist. Die Wasserballerinnen von Canottieri Ortigia wurden 2004 und 2005 jeweils Europapokalsieger in der LEN-Trophy.
Seit 2017 verbindet eine Städtefreundschaft Syrakus mit Würzburg, die am 17. Mai 2025 in eine Städtepartnerschaft umgewandelt wurde. Im Rahmen der Zusammenarbeit finden u. a. regelmäßige Bürgerreisen zwischen den befreundeten Städten statt.

## Söhne und Töchter der Stadt

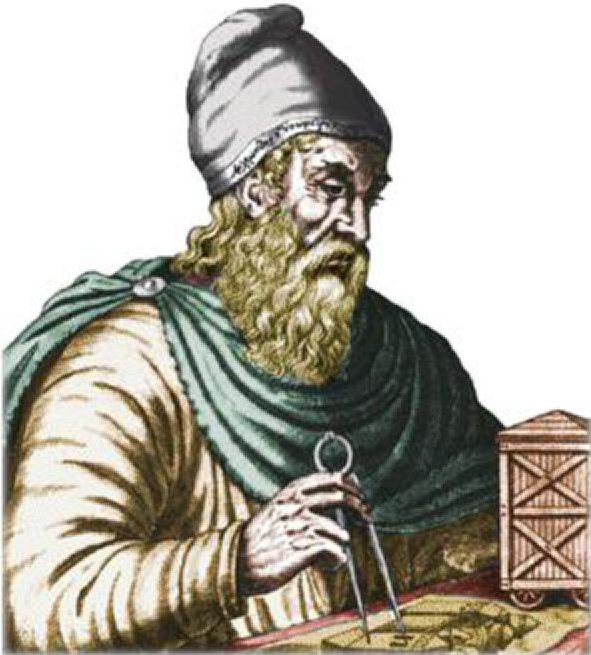
Archimedes

- Philistos (432–356 v. Chr.), griechischer Historiker
- Philemon der Ältere (361 v. Chr.–263 v. Chr.), griechischer Komödiendichter der Neuen Komödie
- Theokritos (um 324–270 v. Chr.), griechischer Dichter
- Hieron II. von Syrakus (306–215 v. Chr.), griechischer Herrscher
- Archimedes (287–212 v. Chr.), griechischer Mathematiker, Physiker und Ingenieur
- Lucia von Syrakus (um 283–303), Märtyrerin und Schutzheilige von Syrakus
- Simeon von Trier (um 980–1035), Mönch und Pilgerführer
- Paolo Boi (1528–1598), Schachmeister
- Mario Minniti (1577–1640), Maler des Barock
- Gaetano Zumbo (1656–1701), Wachsmodelleur
- Rosario Gagliardi (1698–1762), Architekt des sizilianischen Barocks
- Lucia Migliaccio (1770–1826), Herzogin von Floridia
- Gaetano Abela (1778–1826), Mitglied des Geheimbundes der Carbonari
- Raffaello Politi (1783–1865), Maler und Archäologe
- Corrado Avolio (1843–1905), Romanist und Dialektologe
- Enrico Mauceri (1869–1966), Kunsthistoriker
- Francesco Trombadori (1886–1961), Maler
- Ernesto Rapisardi (1897–1972), Architekt
- Salvo Randone (1906–1991), Schauspieler
- Elio Vittorini (1908–1966), Schriftsteller und Publizist
- Francesco Adorno (1921–2010), Philosophiehistoriker
- Concetto Lo Bello (1924–1991), Fußballschiedsrichter, Sportfunktionär und Politiker
- Mario Francese (1925–1979), Journalist und Mafiagegner
- Enzo Maiorca (1931–2016), Apnoetaucher
- Giovanni Accolla (* 1951), römisch-katholischer Geistlicher, Erzbischof von Messina-Lipari-Santa Lucia del Mela
- Francesco Branciamore (* 1956), Jazzmusiker
- Enrico Lo Verso (* 1964), Filmschauspieler
- Stefania Prestigiacomo (* 1966), Politikerin
- Giuseppe Di Grande (* 1973), Radrennfahrer
- Giuseppe Palumbo (* 1975), Radrennfahrer
- Alessio di Mauro (* 1977), Tennisspieler
- Roberto Campisi (* 1978), römisch-katholischer Geistlicher und Diplomat des Heiligen Stuhls
- Giuseppe Gibilisco (* 1979), Leichtathlet, Stabhochspringer
- Lucia Azzolina (* 1982), Politikerin
- Valentino Gallo (* 1985), Wasserballspieler
- Matteo Melluzzo (* 2002), Sprinter